# Корыстин, Алексей Ефимович
Алексей Ефимович Корыстин (14 ноября 1920, город Глухов, теперь Сумской области — 1989, город Ровно Ровенской области) — украинский советский деятель, председатель Ровенского горисполкома.

## Биография
Родился в семье рабочего-железнодорожника. В 1935-1939 годах — студент исторического факультета Глуховского педагогического техникума.
С ноября 1939 года — в Красной армии. В ноябре 1939 — мае 1940 г.  — курсант полковой школы. С мая 1940 года служил командиром отделения, помощником командира взвода 19-го отдельного понтонно-мостового батальона. Участник Великой Отечественной войны с 1941 года. Служил помощником командира взвода 19-го отдельного понтонно-мостового батальона 18-й армии Южного фронта, командиром взвода понтонной роты 21-го отдельного понтонно-мостового батальона 60-й армии. Член ВКП(б).
После демобилизации окончил Луцкий педагогический институт. Работал учителем истории в школах.
22 января 1968 — 30 декабря 1981 года — глава исполнительного комитета Ровенского городского совета депутатов трудящихся Ровенской области.
Потом — на пенсии в городе Ровно.

## Звание
- старший лейтенант

## Награды
- орден Трудового Красного Знамени
- два ордена «Знак Почета»
- орден Красного Знамени (20.05.1945)
- орден Красной Звезды (22.10.1943)
- орден Отечественной войны 2-й ст. (14.05.1945, 6.04.1985)
- две медали «За отвагу» (4.11.1941, 9.08.1944)
- восемь медалей
- почетный гражданин города Ровно (21.08.2007, посмертно)